# 茶瓦那
茶瓦那（Teavana Corporation）是美国歷史上一家茶飲品公司。 1997年，茶瓦那在佐治亚州亚特兰大开设了第一家門店。 2012年，星巴克收购了茶瓦那。2017年，星巴克宣布将在2018年之前关闭所有茶瓦那门店。茶瓦那的產品由星巴克直接销售。 